# 柴尔
柴尔（Chail），是印度北方邦Kaushambi县的一个城镇。总人口7726（2001年）。

## 人口
该地2001年总人口7726人，其中男性4103人，女性3623人；0—6岁人口1434人，其中男723人，女711人；识字率41.26%，其中男性为51.26%，女性为29.95%。